# Haló noviny
Haló noviny byl český levicový deník spojený s Komunistickou stranou Čech a Moravy, který vycházel v letech 1991–2022.
Názvem deník navazoval na starší tituly – pražský, který byl vydáván od roku 1929 a na jehož vzniku se podílel mimo jiné Julius Fučík, a brněnský, který byl vydáván za éry komunistů jako spíše odpočinkový a polobulvární titul.
Haló noviny byly od počátku čistě stranickým deníkem, prezentujícím převážně názory KSČM a jí blízkých organizací, hnutí a osob, osob levicově orientovaných, případně představitelů odborových organizací, někdy i České strany sociálně demokratické.
Deník obdobně jako KSČM se svým zaměřením prezentoval jako vyhraněně levicový, antikapitalistický, antifašistický, antimilitaristický, prosocialistický a marxistický, kriticky a antikapitalisticky hodnotil společnost v období po sametové revoluci v roce 1989, kriticky se stavěl k průběhu evropské integrace.
Kromě redaktorů na stránkách Haló novin pravidelně publikovali představitelé KSČM a reprezentanti různých levicových organizací. Mezi pravidelné přispěvatele patřili v roce 2019 například Vojtěch Filip, Roman Roun, Jaromír Kohlíček, Jan Klán, Kateřina Konečná, Stanislav Grospič nebo Pavel Kováčik.
Český rozhlas Haló noviny ve svých přehledech denního tisku zakázal se souhlasem Rady ČRo citovat. Naposledy rozhodnutí o zákazu publikace informací z tohoto deníku potvrdil předseda Rady Českého rozhlasu Ing. J. Florian (zákaz citací deníku jako zdroje zdůvodnil stranickostí deníku ve svém sdělení č.j. 8/10 ze dne 28. ledna.2010 publikovaném následně i v Haló novinách). Nicméně byl tento zákaz ČRo porušen 16. srpna 2013 citací Haló novin. Personální důsledky za porušení tohoto zákazu pracovníky ČRo nebyly sděleny.
V srpnu 2013 poskytl prezident České republiky Miloš Zeman Haló novinám exkluzivní rozhovor, ve kterém vyjádřil deníku své sympatie. Prezidentův dlouholetý mluvčí Jiří Ovčáček byl v letech 2002–2004 redaktorem a parlamentním zpravodajem Haló novin.
V březnu 2022 rozhodl Ústřední výbor KSČM o zániku Haló novin z finančních důvodů. Poslední číslo vyšlo 28. 4. 2022. Nahrazeny byly týdeníkem Naše pravda. 

## Přílohy
- jako sobotní příloha Haló novin vycházel Týdeník pro literaturu a kulturu Obrys-Kmen redakčně vedený básníky Karlem Sýsem a Danielem Strožem
- Naše pravda navazovala na stejnojmenný týdeník, který začal vycházet v 90. letech 20. století.

Na periodicky zařazované stránce Mladá levice publikovali mladí lidé, často komunistické a antikapitalistické orientace.
- Vedle internetové verze Haló novin a týdeníku Obrys-Kmen dříve vysílalo na internetu Rádio Haló Futura: rozhlasový maják do jiné budoucnosti.